# Grallaria guatimalensis
Grallaria guatimalensis е вид птица от семейство Grallariidae.

## Разпространение
Видът е разпространен в Боливия, Бразилия, Венецуела, Гватемала, Гвиана, Еквадор, Колумбия, Коста Рика, Мексико, Никарагуа, Панама, Перу, Салвадор, Тринидад и Тобаго и Хондурас.